# Псевдисы
Псевдисы (лат. Pseudis) — род бесхвостых земноводных из семейства квакш.

## Описание

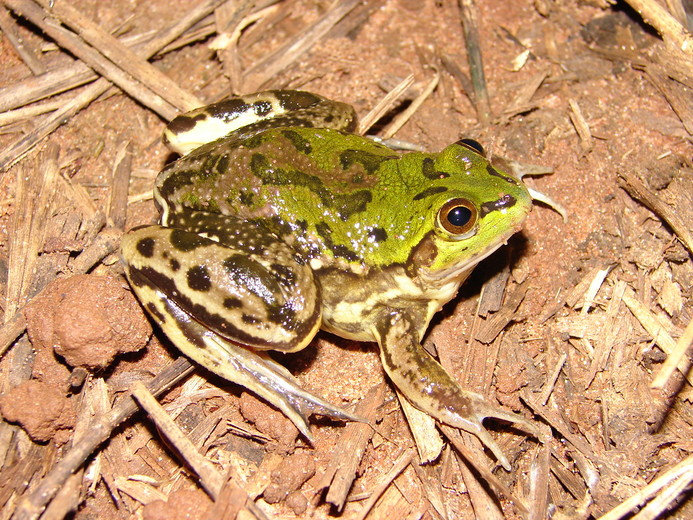
Pseudis bolbodactyla

Это лягушки среднего размера длиной около 7 см. Голова большая или среднего размера. Морда треугольной формы, язык длинный. Присутствуют 2 группы зубов между внутренними отверстиями ноздрей. Барабанная перепонка крупная. Имеют присущие настоящим лягушкам признаки — выпуклые глаза и длинные, мускулистые задние лапы с плавательными перепонками и 4 пальцами. Окраска преимущественно светлых тонов, прежде всего зелёного цвета с различными оттенками.

## Образ жизни
Обитают в тропических и субтропических лесах. Почти всю жизнь проводят в воде. Активны преимущественно ночью или в сумерках. Питаются беспозвоночными.

## Размножение
Это яйцекладущие земноводные. Головастики являются крупнейшими среди земноводных, достигая 26 см в длину.

## Распространение
Ареал рода охватывает Гайану, северо- и юго-восточную Венесуэлу, Тринидад и юг Бразилии, Парагвай, юго-восток Перу, восточную Боливию, северо-восточную Аргентину и Уругвай.

## Филогенетика
В виду водного образа жизни и внешней схожести с настоящими лягушками род изначально относили к семейству Ranidae, затем к Leptodactylidae и даже выносили в отдельное семейство Pseudidae. Но, благодаря последним морфологическим и филогенетическим исследованиям род был размещён в подсемействе Hylinae семейства квакш в качестве сестринской группы рода Scarthyla.
Также долгое время обсуждался вопрос синонимизации родов Pseudis и Lysapsus, но молекулярные исследования не показали парафилических оснований для этого.

## Классификация
На январь 2023 года в род включают 7 видов:
- Pseudis bolbodactyla Lutz, 1925
- Pseudis cardosoi Kwet, 2000
- Pseudis fusca Garman, 1883
- Pseudis minuta Günther, 1858 — Дарвинов псевдис, или пятнистобрюхий псевдис[1]
- Pseudis paradoxa (Linnaeus, 1758) — Удивительная лягушка, или гвианская водяная жаба
- Pseudis platensis Gallardo, 1961
- Pseudis tocantins Caramaschi & Cruz, 1998

## Фото

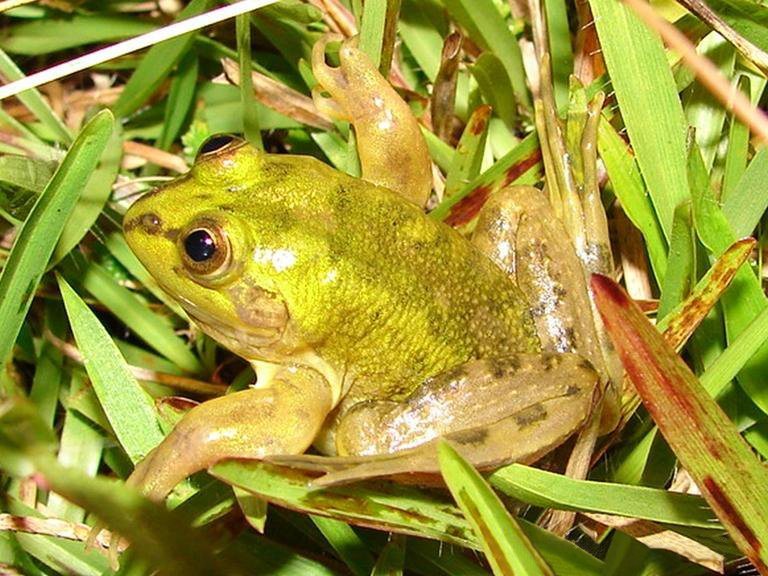
Pseudis cardosoi
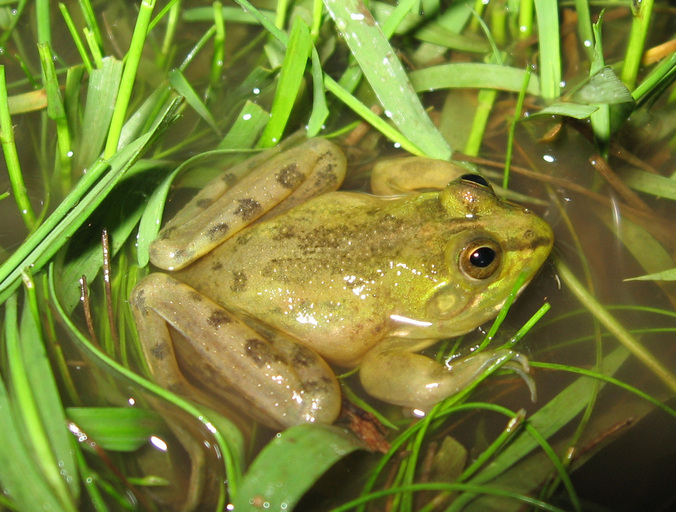
Дарвинов псевдис